# Руска уставна криза 1993.
Руска уставна криза 1993. била је политички обрачун између председника Русије Бориса Јељцина и руског парламента који је решен употребом војне силе. Односи између председника и скупштине су се погоршавали неко време. Уставна криза је достигла врхунац 21. септембра 1993. када је председник Борис Јељцин кренуо да распусти парламент (Конгрес народних депутата и његов Врховни совјет), иако председник Русије по руском уставу није имао овлашћење да то уради. Јељцин је искористио резултате референдума из априла 1993. да оправда своје акције. Као одговор на то, парламент је Јељцинове одлуке оценио ништавним, сменио Јељцина и прогласио потпредседника Александра Руцкоја за вршиоца дужности председника.
Ситуација се даље погоршавала почетком октобра. Демонстранти су 3. октобра пробили полицијски кордон око парламента, заузели канцеларије градоначелника Москве и покушали да заузму телевизијски торањ Останкино. Руска војска, која се у почетку прогласила неутралном, по Јељциновом наређењу заузела је зграду Врховног совјета у раним јутарњим часовима 4. октобра и ухапсила вође побуне.
Десетодневни улични сукоби су постале уличне борбе са највећим бројем жртвама у историји Москве још од Октобарске револуције. Према, проценама владе, убијено је 187 особа и повређено 437, док извори блиски руским комунистима процењују број жртава на око 2000.

## Настанак кризе

### Интензивирање борбе извршне и законодавне власти
Јељцинов програм економских реформи је ступио на снагу 2. јануара 1992. Убрзо након тога цене су драстично скочиле, потрошња државе је смањена, а нови тешки порези су ступили на снагу. Дубока кредитна криза је затворила многе фабрике и довела до дуготрајне депресије. Поједини политичари су убрзо почели да се дистанцирају од програма, а све се више појављивала политичка конфронтација између Јељцина са једне стране и опозиције радикалним економским реформама са друге.
Реална процентуална промена БДП у Русији (1990—1994).
| 1990. | 1991.  | 1992.  | 1993.  | 1994.  |
| ----- | ------ | ------ | ------ | ------ |
| -3.0% | -13.0% | -19.0% | -12.0% | -15.0% |

Током 1992, опозиција Јељциновим реформским политикама је порасла међу бирократама забринути за стање руске индустрије и међу регионалним лидерима, који су желели више независности од Москве. Руски потпредседник, Александар Руцкој, осудио је Јељцинов програм као „економски геноцид“. Заиста, током прве половине 1992. године, просечна зарада становништва је опала 2-2,5 пута. Лидери нафтом богатих република, као што су Татарстан и Башкирија, тражили су пуну независност од Русије.
Такође током 1992, Јељцин се борио против Врховног совјета и Конгреса народних депутата (највишим законодавним телом у држави, из кога су бирани чланови Врховног совјета) за контролу над владом и државном политиком. Председник Врховног совјета, Руслан Хасбулатов, успротивио се реформама, иако је тврдио да подржава Јељцинове глобалне циљеве.
Председник је био забринут због уставних амандмана усвојених крајем 1991, што је значило да уредба о посебним овлашћењима која је требало да истекне крајем 1992 (Јељцин је проширио овлашћења Председништва изнад нормалних уставних ограничења зарад спровођења програма реформи). Очекујући реализацију свог програма приватизације, Јељцин је захтевао да парламент поново усвоји уредбу о председничким овлашћењима (само парламент има право да замени или измени Устав). Међутим, посланици у Конгресу народних депутата и у Врховном совјету су одбили да усвоје нови устав који би озаконио обим председничких овлашћења које је захтевао Јељцин.